# Marco Sincini
Marco Sincini (Camerino, 29 giugno 1978) è un attore italiano.

## Biografia
Nato a Camerino, cresciuto a Pesaro, vive a Roma con la moglie, la fotografa Anna Sincini.
Tra il 2003 ed il 2005 frequenta il Workshop Metodo Strasberg con Anna Strasberg e Dennis Hopper e l'Accademia Scharoff.
Nel 2008 è il protagonista del cortometraggio Belly Button Broth di Giuseppe Gagliardi. Tra il 2009 ed il 2010 lavora in vari spot tra cui Montepaschi di Siena (con regia di Marco Bellocchio), lo Spot Rai Pinocchio di Fabbricavirali e per i Biscotti Lazzaroni.
Dopo il lungometraggio Fantastichere di un passeggiatore solitario di Paolo Gaudio (2014), si concentra sul teatro con Il Mare di Majorana (regia di Marco Pizzi) dove interpreta Ettore Majorana.
Tra il 2020 ed il 2023 partecipa in vari film tra cui Il grande passo di Antonio Padovan, L’incredibile storia dell’isola delle rose di Sidney Sibilia in cui interpreta Giulio Andreotti, Il Pataffio di Francesco Lagi, La Scuola Cattolica di Stefano Mordini (tratto dal romanzo di Edoardo Albinati) e I viaggiatori di Ludovico di Martino. Seguono la fiction Giacomo Leopardi - Vita e amori del poeta di Sergio Rubini e Campo di battaglia di Gianni Amelio.
Tra il 2019 ed il 2023 lavora a produzioni internazionali quali The way of the wind di Terrence Malick, House of Gucci di Ridley Scott e Mission: Impossible - Dead Reckoning: Parte 1 di Christopher McQuarrie.

## Filmografia

### Cinema
- Fantasticherie di un passeggiatore solitario, regia di Paolo Gaudio (2014)
- Il grande passo, regia di Antonio Padovan (2019)
- L'incredibile storia dell'Isola delle Rose, regia di Sydney Sibilia (2020)
- Il pataffio, regia di Francesco Lagi (2021)
- La scuola cattolica, regia di Stefano Mordini (2021)
- House of Gucci, regia di Ridley Scott (2022)
- i Viaggiatori, regia di Ludovico di Martino (2022)
- Mission: Impossible - Dead Reckoning (Parte 1), regia di Christopher McQuarrie (2023)
- Campo di battaglia, regia di Gianni Amelio (2024)
- The way of the wind, regia di Terrence Malick (2024)
- Campo di battaglia, regia di Gianni Amelio(2024)

### Televisione
- Cenerentola, regia di Christian Duguay - serie TV, 2 episodi (2011)
- Purchè finisca bene - Digitare il codice segreto, regia di Fabrizio Costa (2021)

### Cortometraggi
- Belly Button Broth, regia di Giuseppe Gagliardi (2008)
- Pistacchi, regia di Luca Sorgato (2019)
- Alienazione, regia di Giovanni Vanoli (2021)
- Golden Shopping Arcade, regia di Francesco Ricci Lotteringi (2023)